# فرانك بي ويتك
فرانك بي ويتك (بالإنجليزية: Frank P. Witek) هو عسكري أمريكي، ولد في 10 ديسمبر 1921 في دربي في الولايات المتحدة، وتوفي في 3 أغسطس 1944 في غوام في الولايات المتحدة.